# Создание Югославии
Создание Югославии — процесс создания Королевства сербов, хорватов и словенцев (с 1929 года — Королевство Югославия) после окончания Первой мировой войны.

## Предыстория
Впервые идея южнославянского государства зародилась ещё в XVII веке на территории Славонии и Хорватии и была развита хорватскими философами, считавшими единственным, что поможет славянам восстановить потерянную свободу после долгих веков контроля извне, это объединение в одну страну. Идея «Великой Иллирии» поддерживалась многими интеллигентами и политиками Хорватии. Движение стремилось создать государство, которое охватит все южнославянские земли (за исключением Болгарии).
Сильное развитие движение получило лишь в конце XIX века, во многом благодаря ослаблению цензуры, которая раньше строго запрещала пропагандировать идеи национальных государств.
По результатам Берлинского конгресса 1878 года от власти Османской империи освободились Сербия, Черногория и Княжество Болгария.
3 марта 1878 года был подписан Сан-Стефанский мир. Согласно ему России отходил Карс, Ардаган, Батум и Баязет, а также Южная Бессарабия. Болгария и Босния и Герцеговина получали широкую автономию, а Сербия, Черногория и Румыния — независимость. Кроме того, Турция обязывалась выплатить контрибуцию в 310 миллионов рублей. Условия мира не удовлетворило Великобританию и Австро-Венгрию, и под их давлением Россия была вынуждена принять участие в Берлинском конгрессе, на котором итоги мира были пересмотрены. Территория Болгарии была урезана, Баязет остался у Турции, кроме этого Великобритания получила Кипр, а Австро-Венгрия — Боснию и Герцеговину.
Тем не менее главный итог войны — получение балканскими народами независимости, пересмотрен не был. Это дало надежду и другим славянским народам, находившимся на территории Австро-Венгрии. В 1909 году в состав Австро-Венгрии вошла Босния.
В 1906 году румын по национальности Аурел Попович издал книгу «Соединённые Штаты Великой Австрии», в которой выдвинул идею федерализации империи. Он писал: «Времени осталось немного. Все народы монархии […] ожидают спасительных шагов императора. Это решающий исторический момент: сохранится или погибнет империя Габсбургов? Пока всё ещё можно исправить и сохранить». Южным славянам, как и прочим народам Австро-Венгерской империи, планировалось предоставить автономию. Хотя предложение Поповича и не было принято императором, оно стало источником вдохновения для мирных переговоров в конце Первой мировой войны.

## Югославянский комитет
В начале Первой мировой войны (1914) некоторые славянские политические деятели Австро-Венгрии, включая Анте Трумбича, Ивана Мештровича, Николу Стоядиновича и других, эмигрировали за границу. 30 апреля 1915 года в Лондоне югославянские политики сформировали комитет с целью представлять интересы южных славян Австро-Венгрии.
Югославянский комитет начал сбор средств среди южных славян, особенно проживавших в Северной Америке. «Югославами», которые связывали себя с движением по созданию единого государства, были словенцы, хорваты и сербы. Основными сторонниками комитета были высланные из Австро-Венгрии югославы, проживавшие в Великобритании и Северной Америке. Влияние комитета позволяло его членам высказывать своё мнение правительствам стран Антанты, которые при постоянном ослаблении Австро-Венгрии воспринимали комитет всё более и более серьёзно.
Помимо того, что основной целью комитета было объединение габсбургских земель южных славян с Королевством Сербия, бывшим независимым, его более срочной задачей являлось предотвращение присоединения к Италии Истрии и Далмации. В 1915 году Антанта вовлекла Италию в войну обещанием значительных территорий в обмен на её участие. По секретному Лондонскому договору (1915) обещанные территории включали Истрию и большую часть Далмации, где тогда проживало много итальянцев.

### Корфская декларация
Сербский парламент, которому в ходе войны пришлось покинуть страну, начал заседать на острове Корфу (1916). 20 июля 1917 председателем Совета министров Сербии Николой Пашичем и председателем Югославянского комитета Анте Трумбичем была подписана Корфская декларация, послужившая основой для создания будущего послевоенного югославянского государства. В преамбуле сообщалось, что сербы, хорваты и словенцы «одинаковы по крови, по языку, по культуре, по чувству единства, по безграничности и целостности собственных земель, а также по общим жизненным интересам». Однако, вопрос о правах национальных меньшинств (македонцев, албанцев, венгров) описан не был. Единое государство было задумано как конституционная монархия, возглавляемая сербской династией Карагеоргиевичей.

## Государство словенцев, хорватов и сербов
В период распада Австро-Венгерской империи 6 октября 1918 году Народное вече словенцев, хорватов и сербов взяло власть в свои руки, заняв Загреб. Таким же образом без кровопролития Народное вече взяло под свой контроль все югославянские земли в составе Австрии. 29 октября 1918 года легитимный парламент Королевства Хорватия и Славония объявил о разрыве 816-летней унии с Королевством Венгрия и о вхождении Хорватии в уже существующее Государство словенцев, хорватов и сербов (ГСХС). На следующий день парламент Королевства Венгрия также поддержал разрыв отношений с Королевством Хорватия и Славония, что сделало выход страны из Габсбургской монархии полностью легитимным.
Однако, вскоре в стране начался политический кризис. К середине ноября из повиновения центральным властям вышли 12 местных органов самоуправления, в Баня-Луке была создана самостоятельная республика, а в ряде районов воцарилось полное безвластие. Большое беспокойство Народного вече вызывала необеспеченность границ. В Далмации итальянские войска захватывали одну территорию за другой, ссылаясь на Лондонский договор 1915 года; на границе Словении и Австрии сосредотачивались австрийские войска, в Банате — венгерские. 5 ноября 1918 года ГСХС обратилось за помощью к Сербии. 24 ноября 1918 года Народное вече после долгих споров приняло решение об объединении ГСХС с Сербией и о посылке в Белград представительной делегации.
1 декабря 1918 года, после встречи властей ГСХС и Сербии в Белграде, состоялось объединение этих государств. Незадолго перед этим сербская армия заняла Воеводину. К Сербии была присоединена часть территории никем не признанной Республики Банат (другая её часть досталась Румынии), а позже часть непризнанной Сербско-Венгерской Республики Баранья-Байя.

## Сербия
В ходе Сербской кампании 1915 года Сербия потерпела сокрушительное поражение. Центральные державы полностью оккупировали её территорию. В 1917 году восстановленная на Корфу сербская армия вновь вступила в войну на Салоникском фронте совместно с силами Антанты. Сербские и французские войска нанесли поражение болгарским и австро-венгерским силам в Вардарской долине. 30 сентября 1918 года Болгария капитулировала.
После падения Австро-Венгрии сербские вооружённые силы быстро завладели всей сербской территорией, а также Вардарской Македонией, Черногорией, Банатом, Бачкой и Бараньей, и Сремом, но остановились у границ других габсбургских территорий, отошедших к Государству словенцев, хорватов и сербов, ожидая официального союза между ним и Сербией. За три дня, 24—26 ноября к Королевству Сербия были присоединены Черногория, Срем, Банат, Бачка и Баранья, в каждом из которых до этого были собственные администрации.

## Срем
После развала Австро-Венгрии Срем стал частью вновь созданного Государства словенцев, хорватов и сербов. 29 октября 1918 года парламент Королевства Хорватия и Славония разорвал отношения с Веной и Будапештом. 5 ноября 1918 года Земун призвал Сербскую Королевскую Армию защитить город от Центральных держав. 24 ноября местный парламент, составленный из представителей разных частей Срема, собрал Национальный совет в Руме. Жители западного Срема, населённого преимущественно хорватами, не были представлены на этой ассамблее. Национальный совет, опасаясь, что объединения не произойдёт, а Загреб промедлит, решил принять участие в создании нового южнославянского государства и провозгласил объединение с Сербией.

## Банат, Бачка и Баранья
После поражения Центральных держав и предстоявшего распада Австро-Венгрии централизованная система власти в стране была уничтожена и власть на местах с лета 1918 года оказалась в руках у местных самопровозглашённых народных советов. В Нови-Саде был создан «Сербский Национальный Комитет», который вскоре создал свои отделения в регионах Банате, Бачке и Баранье, с целью создать предварительную администрацию этих регионов. Комитет стремился объединить не только сербов в регионе, но и других славян, в особенности буневцев. Для выполнения своих целей комитет создал собственные вооружённые силы под названием «Сербская Национальная Гвардия». Опасаясь, что их силы слишком малы, 5 октября 1918 года местная администрация Панчево обратилась к Сербии с просьбой о защите.
1 ноября 1918 года социал-демократы в Тимишоаре провозгласили независимость Республики Банат, пытаясь представить его как мультиэтничный регион, который не может принадлежать только Сербии или Румынии. 4 ноября Банатский народный совет организовал военизированные отряды с целью установить контроль над всей территорией республики, но это ему так и не удалось. 15 ноября сербские войска вошли в Банат c запада, а румынские с востока, и республика прекратила своё существование, поделённая между двумя странами. Бачка и часть Бараньи находились под контролем местных предварительных администраций, которые, приветствуя сербскую армию, обратились к правительству Сербии с просьбой окончательно установить контроль над землями Войводины и изгнать оттуда остатки венгерской администрации.
25 ноября 1918 года была сформирована «Великая народная ассамблея сербов, буневцев и других славян Баната, Бачки и Бараньи» из 757 представителей, избранных в 211 муниципалитетах (из них 578 депутатов — сербы, 84 — буневцы, 62 — словаки, 21 — русины, 6 — немцы, 3 — шокцы, 2 — хорваты и 1 — венгр). В этом парламенте были представлены два течения: радикальное и демократическое. Более слабое демократическое течение желало связей с Загребом и Государством словенцев, хорватов и сербов и, как славянская часть бывшей Австро-Венгрии, они хотели установить отношения с Королевством Сербия, настаивая на единстве всех югославов и отмене внутренних этнических границ. Радикалы во главе с Яшей Томичем считали, что три народа имеют разную культуру и традиции. Несмотря на то, что создание Югославянского государства представлялось неизбежным, эти народы не могли, по мнению радикалов, считаться единой общностью. Они стремились сперва объединить все сербские территории. В конце концов, из опасения, что не объединившись с Сербией, Войводина останется одна, победило радикальное течение и регион был присоединён к Сербии.
После провозглашения Королевства Сербов, Хорватов и Словенцев (КСХС) национальный совет избрал своих собственных членов Временного национального представительства сербов, хорватов и словенцев. Баранья же стала укрытием для коммунистов и других политических беженцев, скрывающихся от белого террора Миклоша Хорти.
Согласно Трианонскому договору большая часть Бараньи отходила к Венгрии, что привело к протестам населения и стало причиной провозглашения Сербско-Венгерской Республики Бараньи-Байи художником, сербом по национальности, Петром Добровичем. Республика просуществовала несколько дней, 25 августа 1921 года она подверглась вторжению и была аннексирована Венгрией, в соответствии с границами определёнными Трианонским договором. Договор также оставил за Венгрией некоторые северные территории, находящиеся под контролем Сербии, c проживаемым в нём южнославянским меньшинством. С другой стороны значительное количество немецкого и венгерского населения оставалось в пределах КСХС. Центральный Банат оставался за Румынией, регион был разделён по принципу этнического большинства, оставляя тем самым румынское меньшинство в Югославии и сербское меньшинство в Румынии.
Регион Банат, Бачка и Баранья оставался отдельным субъектом до 1922 года, когда была принята новая администрация и унитарная система управления государством. Регион был разделён на административные зоны: Бачка (с центром в Нови-Саде), Белград и Подунавье (центр в Смедерево). Когда в 1929 году было провозглашено Королевство Югославия, большая часть региона стала частью Дунайской бановины, с малой частью отходящей столице, Белграду.

## Черногория
Само государство Черногория изначально было создано под влиянием идей объединения всего сербского народа в единую Великую Сербию. Это делало государство более консервативным в своей политике, по сравнению с другими частями будущей Югославии. В 1907 году в Черногории был создан парламент, первой политической партией которого стала Народная партия, придерживающаяся курса на сближение и объединение южнославянских народов, совместно с объединением всех сербских земель. В 1914 году Никола I Петрович заключил союз с Королевством Сербия и стал инициатором объединительного процесса, который был прерван вскоре начавшейся Первой мировой войной.
Вступившая в войну для содействия эвакуации сербской армии в Грецию, Черногория была полностью оккупирована австро-венгерскими войсками в начале 1916 года. Король Никола I подписал указ о демобилизации армии и покинул страну. Сербия и другие союзные страны признавали правительство Николы I в изгнании как единственно легитимное. Весной 1916 года король назначил премьер-министром страны Андрию Радовича, который находился вместе с ним в изгнании, но через два месяца, 17 января 1917 года, тот подал в отставку из-за неприятия королём проекта объединения Сербии и Черногории. 4 марта 1917 года, в Женеве, Андрия Радович создал Черногорский комитет национального объединения, который будет полностью поддержан сербским правительством Николы Пашича.
В 1918 году армии Антанты выбили австрийские войска из Черногории, и Сербия установила там собственный режим. 15 октября 1918 года сербское правительство дало Черногорскому комитету национального объединения указ в кратчайшие сроки разработать полный план объединения двух государств, при этом велев оккупационному правительству пресекать всякую агитацию о восстановлении Черногорского государства. Через 10 дней, согласно новому закону о выборах, комитет принял решение провести всенародные выборы в парламент.
Закон противоречил черногорской конституции, лишал власти действующий парламент, 2/5 которого на момент находились не в Черногории, и отменял решение короля Николы I Петровича, который также находился за границей, о том, что парламент должен был начать свою работу сразу же при наступлении перемирия. Официальной причиной новых выборов было названо отсутствие в стране значимой части парламентариев. Выборы были проведены без списков голосующих, единственными наблюдателями были представители из Сербии. Новоизбранная Подгорицкая скупщина 26 ноября 1918 года объявила о свержении действующего короля и всей династии Петровичей, в пользу Карагеоргиевичей и короля Сербии Петра I. Было объявлено об объединении с Сербией и, как следствие, присоединение к Корфской декларации о создании единого Югославянского государства.

## Международные отношения
Объединение Королевства Сербия и Государства словенцев, хорватов и сербов создало Королевство сербов, хорватов и словенцев (КСХС) — новое балканское государство с неопределёнными границами, которые оно стремилось расширить. Такие же цели были и у других членов Антанты на Балканах (Греции и Румынии), собственные интересы в регионе были также у Италии.
В 1919 году Румыния выдвинула войска к границе с КСХС с целью аннексии сербской части Баната, что привело к частичной мобилизации сербской армии. Под давлением великих держав Сербия и Румыния всё же достигли компромисса. КСХС считало, что было обделено во время решения проблемы Баната. Недовольство правительства страны также вызывали территориальные приобретения, которые по итогам войны сделала Греция.
В 1921 году в союзе с Грецией КСХС начало вести боевые действия против Албании, которые закончились, как только в Албании произошла проюгославская революция и установление протектората Лиги Наций.
Одновременно с этим кризисом КСХС вместе с другими странами Малой Антанты послала ультиматум Королевству Венгрия. Страны Малой Антанты были готовы объявить стране войну, в случае возвращения на её престол габсбургского монарха Карла I.
Союз новосозданного государства, Румынии и Греции в 1922 году развернёт против Болгарии ту же кампанию, что недавно предпринимала против Албании, мстя ей тем самым за ущерб, нанесенный во время Первой мировой войны.
10 октября 1920 года в Каринтии был проведён плебисцит, согласно которому 59,1 % проголосовавших в славянской части региона (нем. Zone A) высказались за оставление региона в составе Австрийской Республики.

### Италия
Далматинский портовый город Задар (Зара) и несколько островов Далмации были отданы Италии. Город Риека (Фиуме) должен был стать Свободным городом, но вскоре был оккупирован отрядом под командованием Габриэля Д’Аннунцио и в городе была провозглашена Республика Фиуме. Через 16 месяцев республика пала и Фиуме был возвращён статус свободного города. 27 января 1924 года Риека (Фиуме) была аннексирована Италией, согласно Римскому договору между КСХС и Италией. Но спор о границе между государствами всё же продолжился. Италия заявляла о своих правах на другие регионы адриатического побережья, которые большинство итало-венетского населения покинуло в 1919—1922 годах. В то время как КСХС требовало вернуть себе Истрию, часть бывшего Австрийского Приморья, которое было отдано после войны Италии, как часть бывшей Венецианской республики, и чьи города были населены преимущественно итальянцами, но сельское население оставалось преимущественно славянским (словенским и хорватским).

## Последствия

### Ситуация в Словении
На выборах в Народную Скупщину в марте 1923 года в Словении победила Словенская народная партия, которая осуждала Конституцию 1921 года как «санкционирующую гегемонию сербства, что является губительным для государства, в котором проживают три народа».

### Ситуация в Черногории
Присоединение Черногории к Сербии с использованием при этом вооружённых сил привело к Рождественскому восстанию, которое вылилось в партизанскую войну и продолжалось долгие годы.
В качестве реакции на Подгорицкую скупщину, которая свергла Николу I и приняла решение о безусловном присоединении к Королевству Сербия, началось Рождественское восстание, поддерживаемое сторонниками независимости Черногории — зеленашами (серб. Зеленаши). Сторонники союза с Сербией (Белаши; серб. Бјелаши) помогали сербским властями в подавлении восстания. Против противников объединения государства начались репрессии.
Некоторые из групп зеленашей продолжали сопротивляться властям КСХС вплоть до 1929 года.

### Ситуация в Хорватии
С самого момента создания нового государства между хорватскими и сербскими правящими кругами появились разногласия, непонимание и открытое противостояние. Степан Радич, глава Хорватской крестьянской партии, был сторонником устройства КСХС как федеративной республики, в то время как сербское правительство определило унитарно-монархическое устройства страны. Хорватии пришлось лишиться своих многовековых институтов, на которых и основывалась её государственность, как то сабор, жупанство и частное домобранство, что в 1921 году было закреплено Видовданской конституцией.
Среди хорватской части общественности недовольство новым государством нарастало с самого начала, уже на четвёртый день после провозглашения создания КСХС — 5 декабря 1918 года граждане вышли на улицы Загреба, требуя существования Хорватии как отдельного, независимого государства. Когда демонстрация присоединилась к двум полкам хорватского народного ополчения, власти в Загребе во главе с комиссаром полиции Гргом Ангелиновичем предприняли меры по подавлению восстания с помощью народной полиции и лояльных к новой власти моряков из Пулы, 13 человек было убито. Это событие позже стало известно как Прошинацкие жертвы.
В следующем 1919 году хорватские политики учредили в Париже Конгресс примирения, выступая за самоопределение хорватского народа, движение собрало подписи 157 000 хорватов. Хорватские депутаты, при поддержке Степана Радича, решили бойкотировать Белградскую Скупщину и основали в Загребе Хорватское народное заступничество, которое 8 декабря 1920 года, основываясь на праве самоопределение, провозгласило Хорватскую сельскую республику.

### Ситуация в Вардарской Македонии
В новоприсоединённых землях южной части Королевства СХС возник так называемый «македонский вопрос». Недовольная разделением региона Внутренняя македонско-одринская революционная организация (ВМОРО) начала вооруженную борьбу за создание Великой Македонии (объединение эгейской, пиринской и вардарской).
ВМОРО обвиняло Белградское правительство в политике денационализации и сербизации македонского населения. Область Вардарской Македонии в Сербии называли «Южной Сербией» (неофициально) или «Вардарской бановиной». Язык македонских славян официально рассматривался как диалект сербскохорватского языка. Притом этот южный диалект был запрещен к преподаванию, а его употребление в официальных кругах наказывалось.
В последующие годы в Вардарской Македонии правительство было вынуждено держать постоянные войска, чтобы те вели борьбу с македонскими и проболгарскими националистами. В связи с этим в Вардарской Македонии постоянно оказывалось давление на гражданское население, и власти КСХС преследовали тысячи человек, подозревавшихся в сотрудничестве с Внутренней македонско-одринской революционной организацией.

### Ситуация в Косове и Метохии
Преобладающее в регионе албанское население было против присоединения Косова к сербскому или КСХС государству. Сербские войска встретили вооруженное сопротивление со стороны албанских формирований — качаков. В том же 1918 году был основан Комитет народной защиты Косова, известный как Косовский комитет, который боролся за отделение территорий, населенных албанцами (Косова, Метохии, западной Македонии и части Санджака) от новосозданного Королевства сербов, хорватов и словенцев и присоединения их к Албании. Комитет сотрудничал с черногорской эмиграцией, поддерживающей свергнутого короля Николу, и македонским ВМРО, принимая также финансовую и оружейную помощь от Королевства Италия. Последующие годы были отмечены вооруженными столкновениями между сербской армией и жандармерией с албанскими качаками. После полного установления в регионе сербской администрации и отчасти военного режима многие албанцы предпочли переселиться из Косова на историческую родину.

### Видовданская конституция
28 июня 1921 года была принята Видовданская конституция — первая Конституция КСХС. Пришедшее к власти правительство сербских радикалов Пашича постоянно конфликтовало с Народной скупщиной (работу парламента даже приостановили на 5 месяцев) и, в конечном итоге, было отправлено в отставку. После него в 1924 году к власти пришло правительство Давидовича, которое сменило в 1926 году правительство Узуновича, а в 1927 году правительство В. Вукичевича. Скупщину в 1927 году вновь распустили, но вновь избранный парламент почти сразу столкнулся со внутренними противоречиями — 20 июня 1928 года черногорский депутат Рачич на заседании Скупщины застрелил трех хорватских депутатов. Вскоре правительство Вукичевича ушло в отставку и его сменило правительство во главе со словенцем А. Корошецом, которое через полгода также сложило свои полномочия. 6 января 1929 года королевский манифест отменил Видовданскую конституцию и запретил деятельность всех политических партий.